# Ernesto Calisti
Ernesto Calisti (Roma, 25 luglio 1965) è un ex calciatore italiano.

## Carriera
Dopo aver trascorso la trafila nelle giovanili della Lazio, con la quale esordisce in Serie A il 7 ottobre 1984 sul campo dell'Ascoli (0-0), si trasferisce alla Cavese, in Serie B, dove in una sola stagione colleziona 23 presenze. L'anno successivo torna nella squadra biancoceleste, con cui al termine del campionato 1984-85 retrocede in serie cadetta. Resta alla Lazio anche nei due successivi campionati di B, anni difficili per il club capitolino che rischia addirittura la Serie C. Lascia il club capitolino dopo aver totalizzato in campionato 48 presenze e un gol.
Segue un'esperienza di due stagioni alla Fiorentina, nella massima serie, dove però scende in campo raramente. Viene impiegato con più continuità nelle cinque stagioni in cui indossa la maglia del Verona, con cui retrocede in B nel campionato 1989-90 per poi ottenere l'immediata promozione in A nel torneo 1990-91. Alla terza stagione in gialloblù rimedia ancora una retrocessione; al termine dell'annata 1993-94 lascia Verona e la B dopo aver totalizzato 102 presenze con un gol realizzato.
Successivamente gioca per una stagione nella Narnese, tra i dilettanti, e l'anno seguente nella Viterbese, in Serie C2, mentre nel campionato 1996-97 gioca 18 partite nel Gualdo, in C1. La stagione successiva torna a giocare in C2 col Frosinone, con cui però scende in campo per sole 3 partite. È l'ultima esperienza tra i professionisti poiché dal marzo del 1998 riesce a trovare ingaggio solo in squadre dilettantistiche, chiudendo la carriera agonistica nel Monterotondo, in Serie D, a quasi 39 anni di età.